# Nucet, Dâmbovița
Nucet är en kommun med 4 243 invånare (2007) i länet Dâmbovița i södra Rumänien. Kommunen utgörs av byarna Cazaci, Ilfoveni och Nucet. Kommunen ligger i det historiska området Muntenien.